# Clara Bow
Clara Gordon Bow (29. juli 1905 − 27. september 1965) var en amerikansk skuespiller. 
Hun voksede op i fattigdom i Brooklyn, New York, med en skizofren mor og voldelig far.
Som teenager deltog hun i en skønhedskonkurrence, "The Fame and Fortune Contest", som hun vandt. Den satte gang i hendes filmkarriere, og selvom hendes mor prøvede at slå hende ihjel, da hun forsøgte at komme ind i filmindustrien, blev det til i alt 58 film fra 1922 til 1933.
Produceren B.P. Schulberg tog Clara Bow med sig til Hollywood. Schulberg udnyttede hende både seksuelt og finansielt. Han fik hende til at arbejde hårdere end datidens andre stjerner og betalte hende meget lidt.
Da Clara var mest populær, modtog hun over 45.000 fanbreve om måneden, men da tonefilmen blev introduceret, dalede hendes popularitet grundet hendes markante Brooklyn-arbejderklasse-accent.
Clara Bow var involveret i en del retssager, lige fra ubetalt skat til at have 'stjålet' andre kvinders ægtemænd. Efter at have forsøgt et comeback med filmene Call Her Savage i 1932 og Hoop-La i 1933, giftede hun sig med cowboystjernen Rex Bell og forlod helt filmindustrien i en alder af 26. Med Rex Bell fik hun to sønner, som hun ville gøre alt for, men da hun var mentalt ustabil og skizofren, fik hun ikke lov til at se dem. Det var også hendes psykiske problemer, samt et vægtproblem, der gjorde, at hun aldrig gik ind i showbusiness igen.
Clara Bow døde af et hjerteanfald i Culver City, Californien den 27. september 1965, 60 år gammel.

## Filmografi
- Beyond the Rainbow (1922)
- Down to the Sea in Ships (1922)
- Enemies of Women (1923)
- The Pill Pounder (1923)
- The Daring Years (1923)
- Maytime (1923)
- Black Oxen (1923)
- Grit (1924)
- Poisoned Paradise (1924)
- Daughters of Pleasure (1924)
- Wine (1924)
- Empty Hearts (1924)
- Helen's Babies (1924)
- This Woman (1924)
- Black Lightning (1924)
- Capital Punishment (1925)
- The Adventurous Sex (1925)
- Eve's Lover (1925)
- The Lawful Cheater (1925)
- The Scarlet West (1925)
- My Lady's Lips (1925)
- Parisian Love (1925)
- Kiss Me Again (1925)
- The Keeper of the Bees (1925)
- The Primrose Path (1925)
- Free to Love (1925)
- The Best Bad Man (1925)
- The Plastic Age (1925)
- The Ancient Mariner (1925)
- My Lady of Whims (1925)
- Dance Madness (1926)
- Shadow of the Law (1926)
- Two Can Play (1926)
- Dancing Mothers (1926)
- Fascinating Youth (1926)
- The Runaway (1926)
- Mantrap (film) (1926)
- Kid Boots (1926)
- It (1927)
- Children of Divorce (1927)
- Rough House Rosie (1927)
- Wings (1927)
- Hula (1927)
- A Trip Through the Paramount Studio (1927) (short subject)
- Get Your Man (1927)
- Red Hair (1928)
- Ladies of the Mob (1928)
- The Fleet's In (1928)
- Three Weekends (1928)
- Hollywood Snapshots #11 (1929) (short subject)
- The Wild Party (1929)
- Dangerous Curves (1929)
- The Saturday Night Kid (1929)
- Paramount on Parade (1930)
- True to the Navy (1930)
- Love Among the Millionaires (1930)
- Her Wedding Night (1930)
- No Limit (1931)
- Kick In (1931)
- Call Her Savage (1932)
- Hoop-La (1933)